# Philippe Sanmarco
Philippe Sanmarco (* 16. Februar 1947 in Ebolowa, Kamerun) ist ein französischer Politiker. Von 1981 bis 1993 war er Abgeordneter der Nationalversammlung.
Sanmarco ist hauptberuflich Geografieprofessor. Er begann seine politische Karriere als Lokalpolitiker in Marseille, wo der Sozialist von 1978 bis 1981 Generalsekretär der Stadt war. 1981 zog er sowohl in die Nationalversammlung als auch in den Regionalrat ein. Im Regionalrat war er bis 1986 vertreten, in der Nationalversammlung bis 1993. Daneben engagiert sich Sanmarco auf verschiedenen Feldern in der Regionalpolitik und ist Mitglied bzw. Präsident zahlreicher Organisationen zur regionalen Entwicklung. Er ist außerdem Autor zahlreicher Publikationen, meist zu lokal- oder geopolitischen Fragen. Sanmarco ist Vizepräsident der Communauté urbaine Marseille Provence Métropole.